# Dilophus crassicornis
Dilophus crassicornis (лат.) — ископаемый вид двукрылых насекомых рода Dilophus из семейства Bibionidae. Обнаружен в эоценовом балтийском янтаре.

## Описание
Мелкие двукрылые насекомые. Длина тела — от 3,6 до 3,7 мм (самцы), от 4,3 до 5,1 мм (самки). Грудь — 0,92—1,55 мм. Длина головы 0,57—0,77 мм; длина усика 0,15 мм. Жгутик усика с 6-7 видимыми члениками. Вид был впервые описан в 2009 году по эоценовым материалам из балтийского янтаря (Россия, около 38 млн лет) в составе семейства Bibionidae.